# Ne me quitte pas
Ne me quitte pas là tên một bài hát trữ tình do tác giả Jacques Brel (1929-1978) sáng tác năm 1959 khi ông chủ động chia tay với Suzzane Gabriello. Nội dung bài hát diễn tả sự đau khổ và thất vọng của một người thất tình cố nài nỉ hòng cứu vãn tình yêu. Lời bài hát đôi lúc tưởng như điên rồ nhưng lột tả được nỗi đau tột cùng khi bị bỏ rơi.
Bài hát được biết đến rộng rãi qua nhiều thứ tiếng, ví dụ như: Pháp - Ne me quitte pas (bản gốc), Hà Lan - Laat me niet alleen, Anh - If you go away, và Việt - Người yêu nếu ra đi.